# Parmotrema corniculans
Parmotrema corniculans är en lavart som först beskrevs av William Nylander och som  fick sitt nu gällande namn av Mason Ellsworth Hale. 
Parmotrema corniculans ingår i släktet Parmotrema och familjen Parmeliaceae. Inga underarter finns listade i Catalogue of Life.